# Thebes Bridge
Die Thebes Bridge ist eine zweigleisige Eisenbahnbrücke über den Mississippi River zwischen Scott City, Missouri und Thebes, Illinois. Die Brücke wurde für die Southern Illinois and Missouri Bridge Company gebaut, ein Konsortium aus fünf Eisenbahngesellschaften, die bis zur Fertigstellung der Brücke 1905 ihre Züge umständlich mit Eisenbahnfähren übersetzen mussten. Sie wird heute von der Union Pacific Railroad betrieben.

## Geschichte

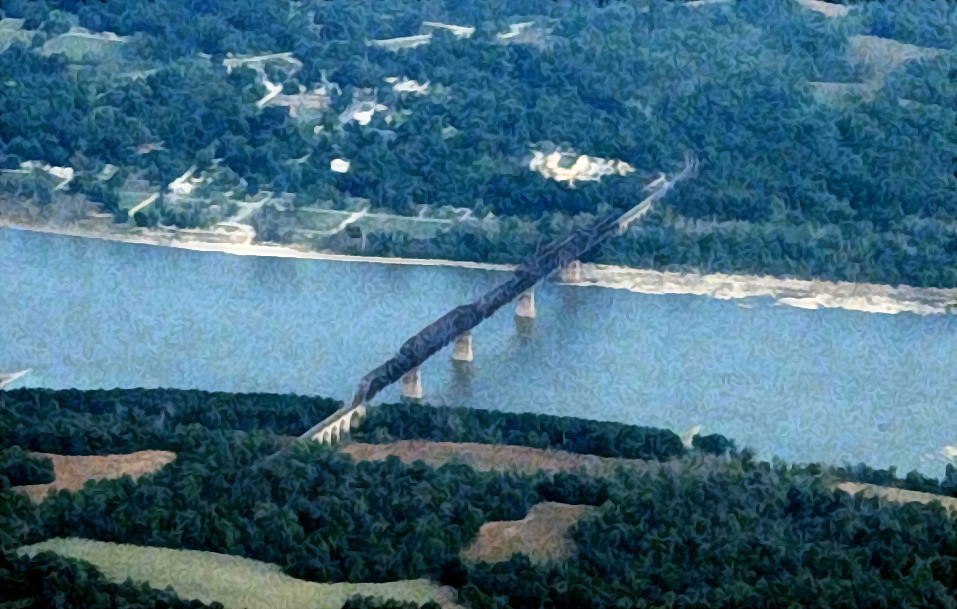
Luftbild der Thebes Bridge, 1997

Für den Bau der Brücke und der erforderlichen Zufahrtsstrecken wurde 1900 die Southern Illinois and Missouri Bridge Company zu gleichen Teilen von der Chicago and Eastern Illinois Railroad, der Illinois Central Railroad, der Missouri Pacific Railroad, der St. Louis, Iron Mountain and Southern Railway und der St. Louis Southwestern Railway gegründet. Die 1,2 km lange Fachwerkbrücke wurde von Ralph Modjeski in Zusammenarbeit mit Alfred Noble entworfen. Modjeski war für die Fachwerkträger zuständig (superstructure) und Noble übernahm die Widerlager, Zufahrten und die sechs Brückenpfeiler (substructure). Die Bauarbeiten begannen im April 1902. Die Herstellung des Fachwerkträgers erfolgte durch die American Bridge Company, seine Errichtung war im April 1905 abgeschlossen. Die Brücke wurde am 25. Mai offiziell in Betrieb genommen.

## Beschreibung

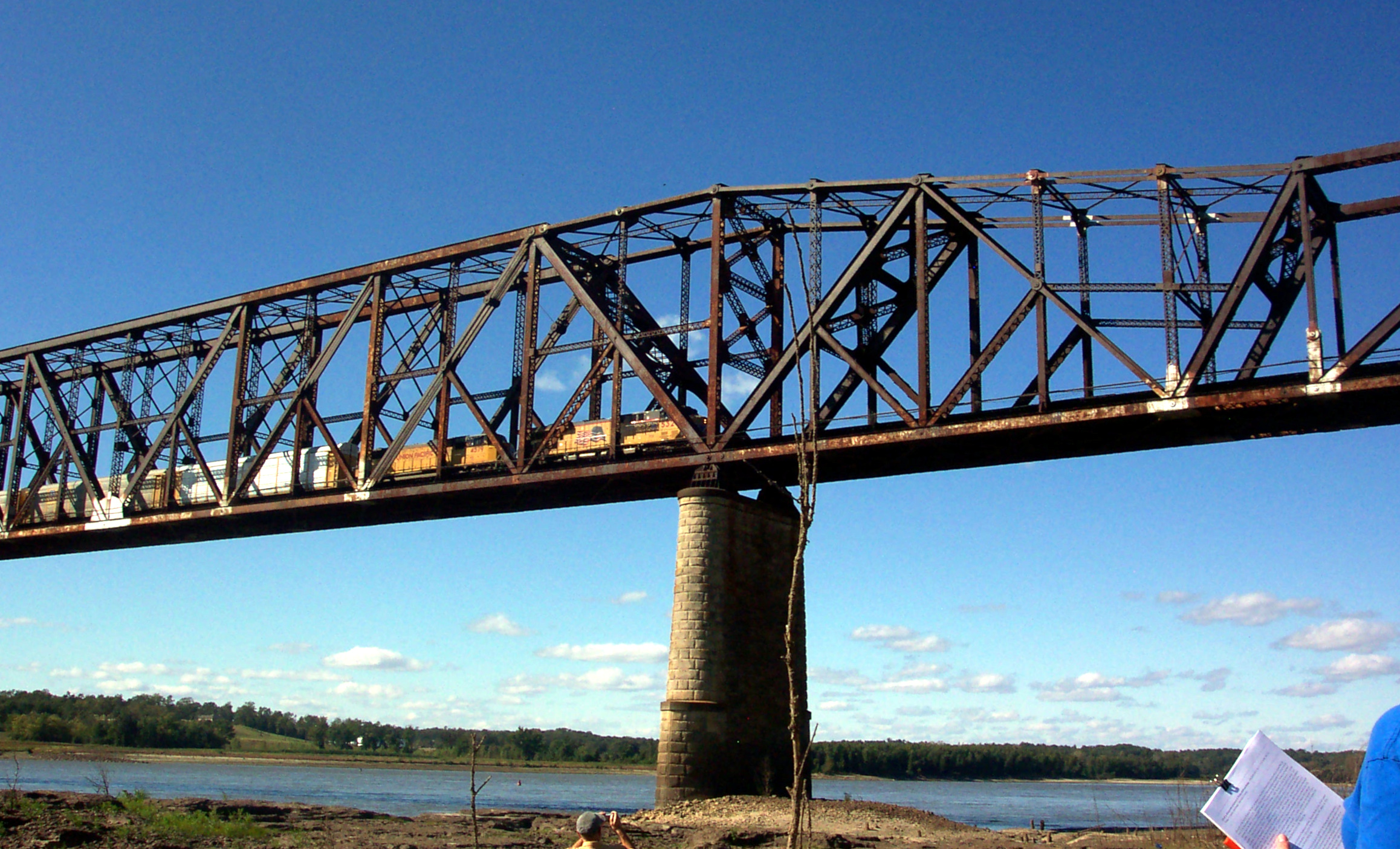
Detail des Fachwerkträgers

Die Thebes Bridge besteht aus einem zentralen Fachwerkträger von 838 m Länge, der als Gerberträger mit drei Einhängeträgern ausgeführt ist, und Betonbogenbrücken als Zufahrten, die aus fünf Bögen auf der Ostseite und sieben auf der Westseite, sowie den jeweiligen Widerlagern bestehen. Die Spannweiten betragen 19,8 m, wobei der letzte zum Brückenpfeiler anschließende Bogen auf der Westseite eine Spannweite von 30,5 m besitzt. Die vier Strompfeiler wurden mittels Senkkästen errichtet und teilen den Gerberträger in fünf Segmente. Der mittlere Teil hat eine Spannweite von 204,5 m, die jeweils angrenzenden 158,9 m und die beiden äußeren 158,0 m. Der gesamte gebaute Streckenabschnitt einschließlich der Brücke betrug 7,5 km.